# Mollinedia widgrenii
Mollinedia widgrenii là một loài thực vật có hoa trong họ Monimiaceae. Loài này được A. DC. miêu tả khoa học đầu tiên năm 1865.